# Casino Gaditano
El Casino Gaditano es una institución tipo ateneo fundada en 1844 en Cádiz.

## Historia
Se fundó y tiene su sede en un edificio del siglo XVIII construido para el Marqués del Pedroso. En el siglo XIX era residencia de la familia Istúriz, y se usaba para tertulias culturales. En 1844 se funda en ella el Casino Gaditano, que realizará en el edificio multitud de reformas. En la actualidad el edificio también es sede de la Fundación Centro de Estudios Constitucionales 1812 y se realizan actividades culturales.